# Fiyoaree
Fiyoaree is een van de bewoonde eilanden van het Gaafu Dhaalu-atol behorende tot de Maldiven.

## Demografie
Fiyoaree telt (stand juni 2007) 668 vrouwen en 685 mannen.